# Касиодор
Касиодор (на латински: Flavius Magnus Aurelius Cassiodorus Senator, * 485 в Скилациум‎, Брутиум; † 580 в манастира Вивариум при Скилациум‎) е римски писател и учен, държавник по времето на управлението на Теодорих Велики, крал на остготите в Италия.

## Биография
Касиодор е роден около 487 г. в Скилациум‎, Калабрия, южна Италия в знатно семейство със сирийски произход. В младежките си години изучава право, тръгвайки по стъпките на баща си, който заемал длъжността префект на Сицилия. В началото работи под управлението на баща си, но след това в периода 507 – 511 г. става квестор.
Неговата кариера се развива стремително. През 514 г. е назначен за консул, а между 523 и 527 г. и на поста Magister officiorum, където се занимава с документи и съставяне на официални писма. Литературните му таланти намират признание от неговите съвременници и всеки път когато отивал в Равена, столицата на остготите, му поръчвали да съставя важни официални документи. През 526 г., след смъртта на Теодорих Велики, Касиодор получава високия пост на преториански префект (на латински: praefectus praetorio) на Италия, което е и върха в неговата кариера. Той остава на тази длъжност до началото на войната на остготите с Византия. Последният съставен документ от Касиодор е датиран от епохата на крал Витигис. Приемник на Касиодор е назначен през 540 г. от император Юстиниан I, след възстановяване на контрола над Рим.

## Трудове
- Въведение в псалмите (на латински: Exposition psalmorum)
- История в три части (на латински: Historia ecclesiastica tripartita)
- История на готите (на латински: Historia Gothorum, между 526 и 533)
- История на рода на Касиодор (на латински: Ordo generis Cassiodorum)
- За душата (на латински: De anima, 540)
- За музиката (на латински: De musica)
- За науката и изкуствата (на латински: De artibus libris ас disciplinis liberalium litterarum)
- За ортографията (на латински: De orthographia)
- Разни (на латински: Variae, 537) Сборник официални писма на едикти от епохата на Теодорих Велики.
- Ръководство за изучаване на божествената и светска литература (на латински: Institutiones divinarum et saecularum litterarum)
- Похвали (на латински: Laudes)
- Хроника (на латински: Chronica, завършена през 519) Изложение на световната история.

## Издания
- Cassiodorus. Institutiones divinarum et saecularium litterarum. Einfuehrung in die geistlichen und weltlichen Wissenschaften. 2 Teilbaende. Uebersetzt und eingeleitet von Wolfgang Buergens. Freiburg, Herder, 2003, 562 S. (Fontes Christiani, Baende 39/1 und 39/2).

## Изследвания
- Шкаренков, П. П. Римская традиция в варварском мире. Флавий Кассиодор и его эпоха. М., 2004.
- Wohl, B. L. Cassiodorus and Theodoric: A Vision of Reviving Falling Cities. – In: Dreams and Visions: An Interdisciplinary Enquiry. Edited by Nancy Van Deusen. Leiden, Brill, 2010 (Presenting the Past, 2), 17-30.
- Уколова, В. И. Античное наследие и культура раннего Средневековья. Конец V – середина VII века. М., 2010.